# 1264
1264 (MCCLXIV) je bilo prestopno leto, ki se je po julijanskem koledarju začelo na torek.

## Dogodki

### Slovenija
- Umrlega lavantinskega škofa Otona iz Mörnsteina nasledi Almerik Grafendorfer.

### Konec državljanske vojne in enotnosti Mongolskega imperija
- 21. avgust - Konec Tolujske državljanske vojne: Arikbek brezpogojno kapitulira in prizna svojega starejšega brata Kublajkana za novega mongolskega vrhovnega kana. Kublajkan da Arikbeka za eno leto zapreti in medtem izvede med njegovimi privrženci čistko ter tako Arikbeka politično osami.↓
- →Kublajkan skliče nov kurultaj in nanj povabi Berkeja iz Zlate horde in Hulaguja iz Ilkanata, ki pa se plemenske skupščine navkljub poprejšnjim obljubam zaradi medsebojnih sovražnosti ne udeležita. Do sklica in izvedbe novega kurultaja tako ne pride več, kar je nadaljnji korak v postopnem razpadu enotnega Mongolskega imperija. 1265 ↔
- Kublajkan preseli prestolnico iz Xanaduja, ki je njegova poletna rezidenca, v Dadu, današnji Peking.
- Čagatajski kan Alguj, ki je priznal Kublajkana, pustoši po ozemljih povzpetnika Kaiduja. Le-ta je primoran skleniti zavezništvo z Berkejem. Kaidu, ki pripada Ögedejevemu klanu, s tem postane najresnejša ovira Kublajkanovim ambicijam v osrednji Aziji.
- Mongoli začno razširjati oblast na Sahalin. Ker gre za manjšo trgovsko ekspedicijo, se širi mongolska oblast nad sahalinskimi plemeni počasneje, kot bi se sicer. 1308 ↔

### Druga baronska vojna
- 23. januar -  V arbitraži, v kateri sta si stranki v sporu (kralj Henrik III. in uporni baroni) izbrali za arbitra francoskega kralja Ludvika IX., se le-ta odloči v korist kralja Henrika III. in rojalistov. Izid spora je nesprejemljiv za uporne barone, ki začnejo vojno. Rojaliste na drugi strani vodi angleški kronski princ Edvard Dolgokraki, upornike anglo-francoski plemič Simon de Montfort, 6. grof Leicester.

- Simon de Montfort in Gilbert de Clare, 6. grof Hertford[1] pomorita Jude in s tem uničita judovski skupnosti: prvi v Leicesteru, drugi v Canterburyju.
- 14. maj - Bitka pri Lewesu: prepričljiva zmaga baronov proti rojalistom. Henrik III. se v boju preveč izpostavi, medtem ko se njegov sin Edvard, misleč, da je že izboril zmago, preveč oddalji od glavnine. Baroni Henrika III. ujamejo in ga prisilijo, da s podpisom vnaprej pripravljenega edikta obnovi Oxfordska določila in prenese vladarska pooblastila na voditelja upornikov Simona de Montforta. Da ne bi kralj storil kakšne neumnosti, za talca pridržijo sina Edvarda.
- Novi, de facto diktator Simon de Montfort, grof Leicester oblikuje triumvirat še z Gilbertom de Clarom in škofom Chinchesterja. Triumvirat ni kos zastavljenim nalogam: prazna zakladnica, zadolženost, klavrno stanje v kraljevi vojski in grožnja invazije iz Francije.
- 12.-15. avgust - Mir v Canterburyju: triumvirat baronov še zaostri svoje ravnanje do kralja in kronskega princa, ki je primoran kapitulirati zahtevam, da se triumvirat obdrži še v njegovo vladavino, dokler ne bodo uresničene vse zahteve baronov. Ker so zahteve do angleškega kralja ponižujoče, francoski kralj Ludvik IX. zagrozi, da bo interveniral v Angliji.
- 20. oktober - Papež Klemen IV. izobči uporne barone.
- november - Konec triumvirata: Gilbert de Clare, ki očita Simonu de Montfortu samodrštvo, prestopi v rojalistični tabor. 1265 ↔
- 14. december - Sklic Montforškega parlamenta. Simon de Montford vztraja, da se iz vsake grofije ali mesta izvolita dva predstavnika, ki potem zastopata svoj okraj v parlamentu. Volilna pravica je zagotovljena vsem, ki imajo vsaj 40 šilingov letnega prihodka. 1265 ↔

### Ostalo
- 17. maj - Po smrti pomeranijskega vojvode Vartislava III., ki je umrl braz naslednikov, vključi ostanke vojvodine Pomeranije-Demmin pranečak Barnim I., vojvoda Pomeranije-Szczecina. 1295 ↔
- 29. maj - Benečani prisilijo Ancono, da sprejme ponižujoč trgovinski sporazum.
- 1. avgust - Umre baron Mecklenburga Ivan I., ki je podpiral naseljevanje nemških kolonistov v takrat večinsko slovanskem Mecklenburgu. Nasledita ga sinova Henrik I. in Albert I.
- 5. avgust - Pogrom nad Judi v Arnstadtu, Turingija.
- 11. avgust - Papež Urban IV. v buli Trtansitutus uradno razglasi praznik Svetega rešnjega telesa in krvi.
  - Papež izloči iz benediktanskega reda novi red Celestinov in mu potrdi pravila.
- 8. september - velikopoljski knez Boleslav Pobožni objavi Splošno listino judovskih svoboščin
- 2. oktober - Na begu pred sicilskim kraljem Manfredom, ki je vpadel v Papeške države, umre papež Urban IV.. Sledi štirimesečna sedisvakanca, ko se kardinali-škofi med sabo prepirajo, ali povabiti Karla Anžujskega v Italijo, ali ne. 1265 ↔
- 9. oktober - Rekonkvista: kastiljski kralj Alfonz X. zavzame mesto Jerez de la Frontera.
  - Istega (in naslednjega) leta zatre aragonski kralj Jakob I. za svojega zeta Alfonza X. nekaj gnezd upor mudeharjev[2] v Murciji.
- 11. november - Umre florentinski gibelinski plemič Farinata degli Uberti, ki je kasneje leta → 1283 obtožen herezije.
- 16. november - Južni Song: umrlega cesarja Lizonga nasledi nečak Duzong.
- Litva: Mindaugasovega morilca Trenioto umori Mindaugasov sin Vaišvilkas, ki je bil sicer poprej pomenišen v pravoslavno krščanstvo. S tem maščuje umor svojega očeta in bratov ter prevzame oblast v Litvi. Kot kristjan obnovi državniške odnose s tevtonskim viteškim redom[3] ter odtegne podporo pruskim upornikom. Ker ima svojo oblast zgolj za prehodno in se želi vrniti nazaj med menihe, postopoma predaja vladarska pooblastila svojemu svaku Šavrnu Daniloviču, sinu galicijskega kralja Danila Romanoviča.
- Škotsko-norveška vojna: ker škotska vojska prosto pleni po otokih se zadnji kralj otoka Man in Hebridov Magnus Olafsson podredi škotskemu kralju Aleksandru III. 1265 ↔
- Umrlega markiza Ferrare in gvelfa Azza VII. d'Esteja nasledi sin Obizzo II. d'Este.
- Umrlega galicijskega kralja in velikega kijevskega kneza Danila Romanoviča nasledi sin Leon I.
- Ogrska državljanska vojna: madžarska princesa Ana Árpád, ki prevzame poveljevanje ogrske vojske, potisne upornega starejšega brata in kronskega princa Štefana vse do najvzhodnejšega konca Transilvanije, kjer ga zaradi težko prehodnega terena neha zasledovati. Pri tem zajame njegovo družino. Štefan se je namreč polastil posesti, ki pripadajo sinovoma princese Ane. Še istega leta začne jeseni s protiofenzivo princ Štefan. 1265 ↔
- Bizantinsko cesarstvo: bizantinski cesar Mihael VIII. Paleolog razdere zavezništvo z Genovčani in jih izžene iz Konstantinopla. Razlog naj bi bilo domnevno spletkarjenje Genovčanov, ki naj bi mesto izročili sicilskemu kralju Manfredu Hohenstaufnu. V protiutež začne ponovno iskati način, da bi se zbližal z Benečani, navkljub vsem poprejšnjim slabim izkušnjam z njimi.
- Po umrlem bejrutskem baronu Ivan II. podeduje gospostvo Bejrut mladoletna hči Izabela Ibelinska. 1265 ↔
- Konec vojne za turinško nasledstvo[4]: iz vojvodine oziroma deželne grofije Turingije[5] se izloči deželna grofija Hessen[6].
- Winterthur dobi mestne pravice.
- Anglija: Henrik III. ustanovi plemiški naziv baronstvo de Ros, ki se je obdržal vse do danes. Prvi nosilec tega naziva je baron William de Ros († 1317), do danes pa se je zvrstilo že 28 nosilcev tega plemiškega naziva.
- V Barceloni se sestane cerkvena komisija pod vodstvom dominikanskega generala Rajmonda iz Penyaforta z nalogo, da iz Talmuda odstrani vse protikrščanske dele.
- Tomaž Akvinski dokonča delo »Suma proti poganom« (Summa contra Gentiles).
- Walter de Merton ustanovi Merton College v Oxfordu in zanj pripravi statut.

## Rojstva
- 21. januar - Aleksander Škotski, kronski princ († 1284)
- 26. maj - Korejasu, 7. japonski šogun († 1326)

Neznan datum
- papež Klemen V. († 1314)
- Ludvik Kapeting, francoski kronski princ († 1276)
- Maria de Molina, kastiljska kraljica, regentinja († 1321)

## Smrti
- 17. maj - Vartislav III., pomeranijski vojvoda (* 1210)
- 1. avgust - Ivan I. Mecklenburški, nemški plemič, baron Mecklenburga (* 1211)
- 2. oktober - papež Urban IV. (* 1195)
- 11. november - Farinata degli Uberti, florentinski plemič, gibelin
- 16. november - cesar Lizong, dinastija Južni Song (* 1205)

Neznan datum
- Al-Abhari, perzijski filozof, matematik (* 1200)
- Andrej II., vladimirski veliki knez (* 1222)
- Azzo VII d'Este, markiz Ferrare (* 1205)
- Danilo Galicijski, kralj Galicije (* 1201)
- Izabela Lusignanska, ciprska princesa, antiohijska kneginja, jeruzalemska regentinja (* 1216)
- Ivan II., baron Bejruta (* 1230)
- Perceval Doria, sicilski gibelinski plemič, trubadur (* 1195)
- Otto von Mörnstein, lavantinski škof
- Treniota, veliki knez Litve (okoli 1210)
- Vincent iz Beauvaisa, francoski enciklopedist (* 1190)